# 13. dzielnica Paryża
13. dzielnica Paryża (fr. 13e arrondissement de Paris) – jedna z 20 dzielnic Paryża o powierzchni wynoszącej 7,15 km² usytuowana na lewym brzegu Sekwany. Obecnie na terenie 13. dzielnicy znajduje się Chinatown, chińskie miasteczko zbudowane przez społeczność chińską w południowo-wschodniej części dzielnicy. Do najbardziej znanych budowli 13. dzielnicy zalicza się budynek Francuskiej Biblioteki Narodowej, a także nowoczesna strefa biurowców, Paris Rive Gauche.
do 2019 roku swoją siedzibę miała tutaj Télécom Paris Tech (dawniejsza École Nationale Supérieure des Télécommunications de Paris – ENST) – jedna z francuskich Grandes Ecoles specjalizująca się w telekomunikacji i informatyce.
13. dzielnica Paryża dzieli się na cztery mniejsze dzielnice (quartier):
- Quartier de la Salpetriere (49. dzielnica Paryża)
- Quartier de la Gare (50. dzielnica Paryża)
- Quartier de la Maison-Blanche (51. dzielnica Paryża)
- Quartier Croulebarbe (52. dzielnica Paryża).

## Demografia
Populacja 13. dzielnicy ciągle rośnie głównie za sprawą osiedlania się emigrantów z Azji. W dzielnicy znajduje się silna diaspora chińskojęzyczna, a także znacząca grupa emigrantów pochodząca z Kambodży, Tajlandii oraz Wietnamu.
Obecnie dzielnicę zamieszkuje 181 300 mieszkańców co stanowi szczyt populacyjny 13. dzielnicy. W 1999 roku zatrudnienie w dzielnicy znalazło ponad 90 000 osób, jednak ze względu na wybudowanie strefy Paris Rive Gauche liczbę tę uważa się na znacznie większą.

## Zmiana populacji dzielnicy
| Rok  | Populacja | Gęstość (na km²) |
| ---- | --------- | ---------------- |
| 1872 | 69,431    | 12,342           |
| 1954 | 165,620   | 23,164           |
| 1962 | 166,709   | 23,329           |
| 1968 | 158,280   | 22,149           |
| 1975 | 163,313   | 22,854           |
| 1982 | 170,818   | 23,904           |
| 1990 | 171,098   | 23,943           |
| 1999 | 171,533   | 24,004           |
| 2005 | 181,300   | 25,371           |

## Imigracja
Ze spisu przeprowadzonego w 1999 roku wynika, że 76,2% mieszkańców 13. dzielnicy urodziło się na terenie Francji Metropolitarnej. Pozostałe 24,8% urodziło się poza jej granicami, z czego 1,8% stanowią imigranci pochodzący z francuskich terenów zamorskich, 4,5% imigranci urodzeni za granicą, lecz posiadający francuski paszport od urodzenia (głównie ex-kolonie w Afryce Północnej), 2,9% imigrantów stanowią przedstawiciele EU-15 (Stara Unia), a 14,6% to imigranci pochodzący spoza krajów EU-15.

## Galeria

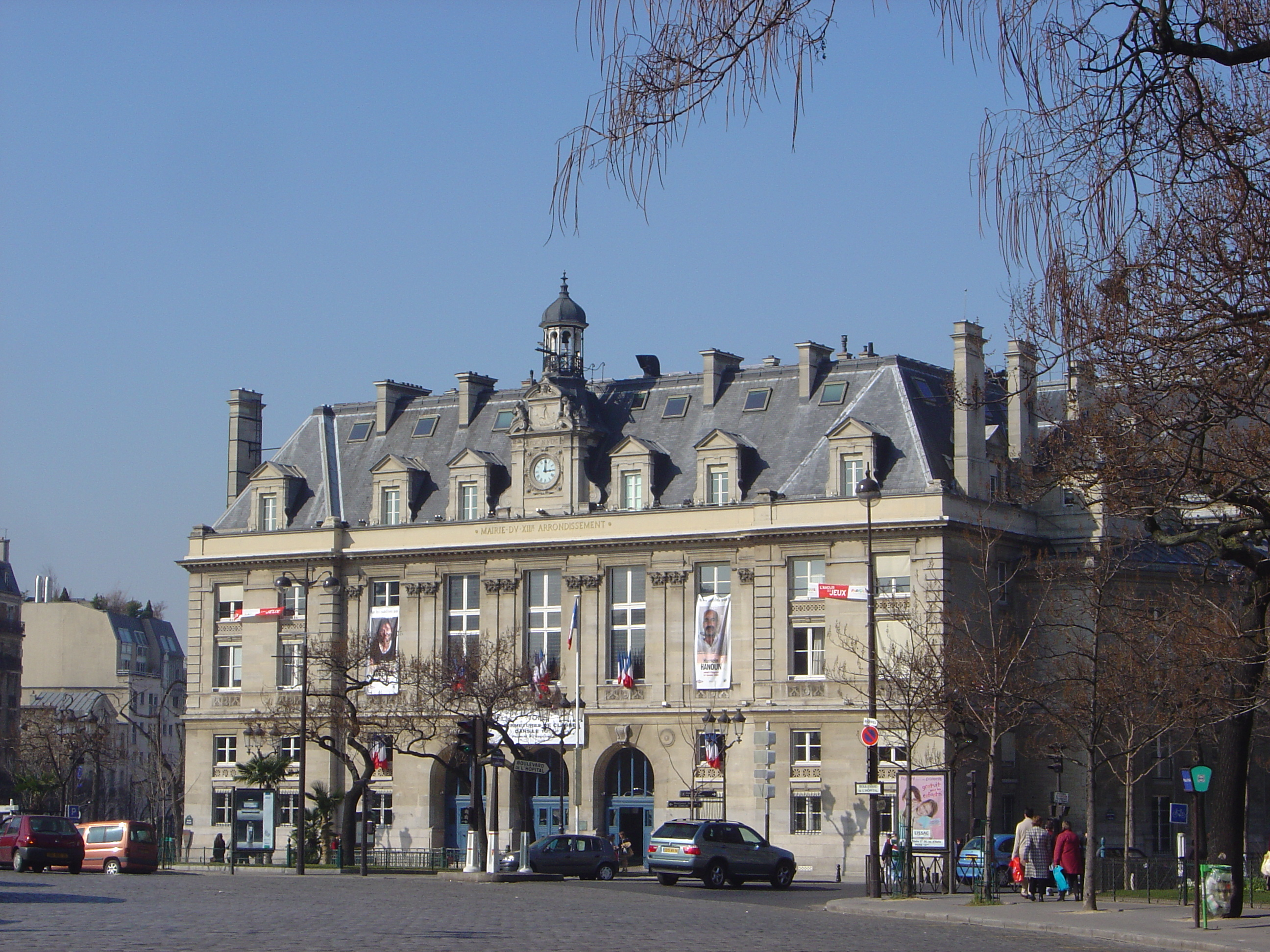
Ratusz merostwa 13 dzielnicy
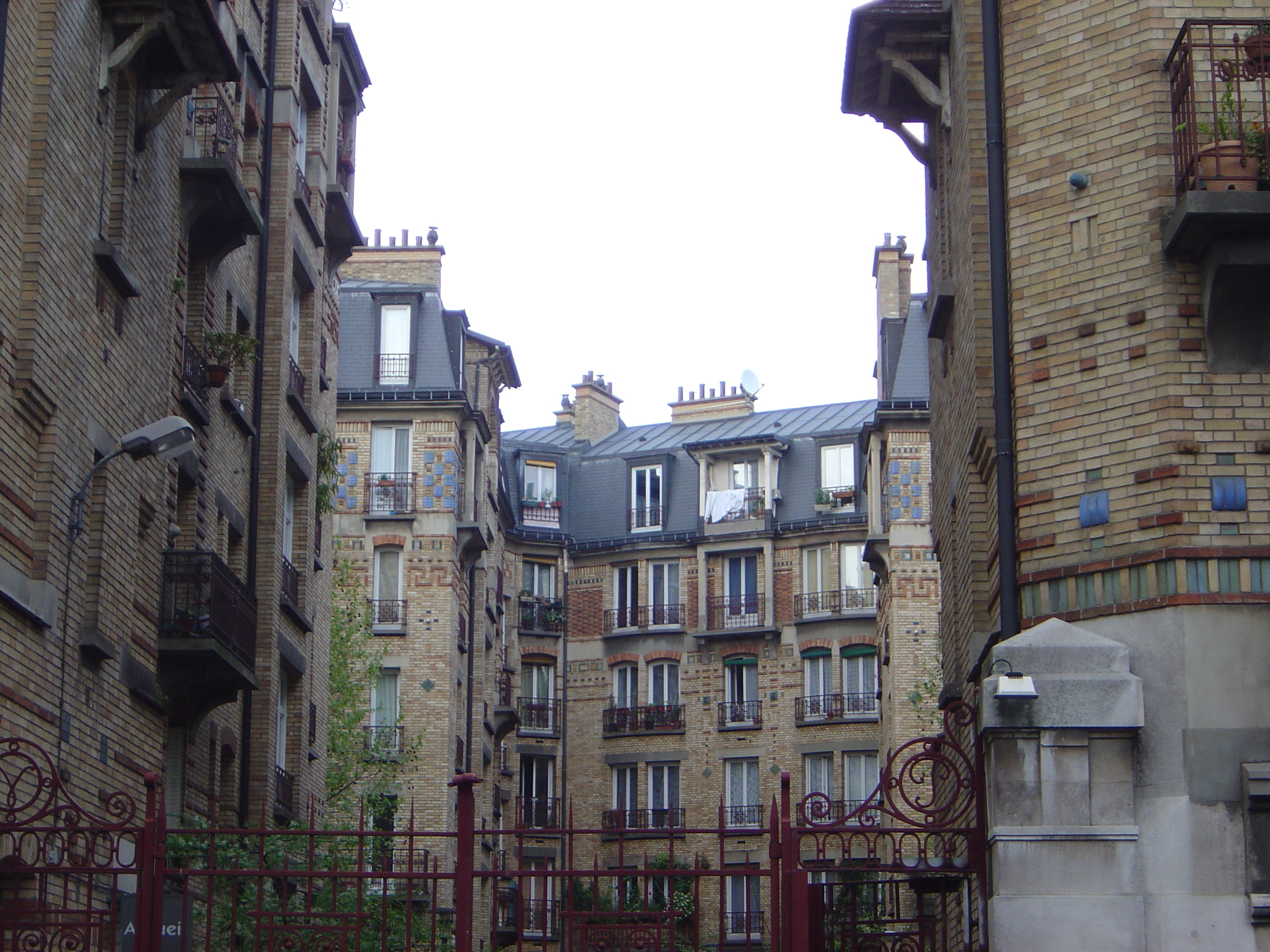
Domy mieszkalne z początku XX wieku
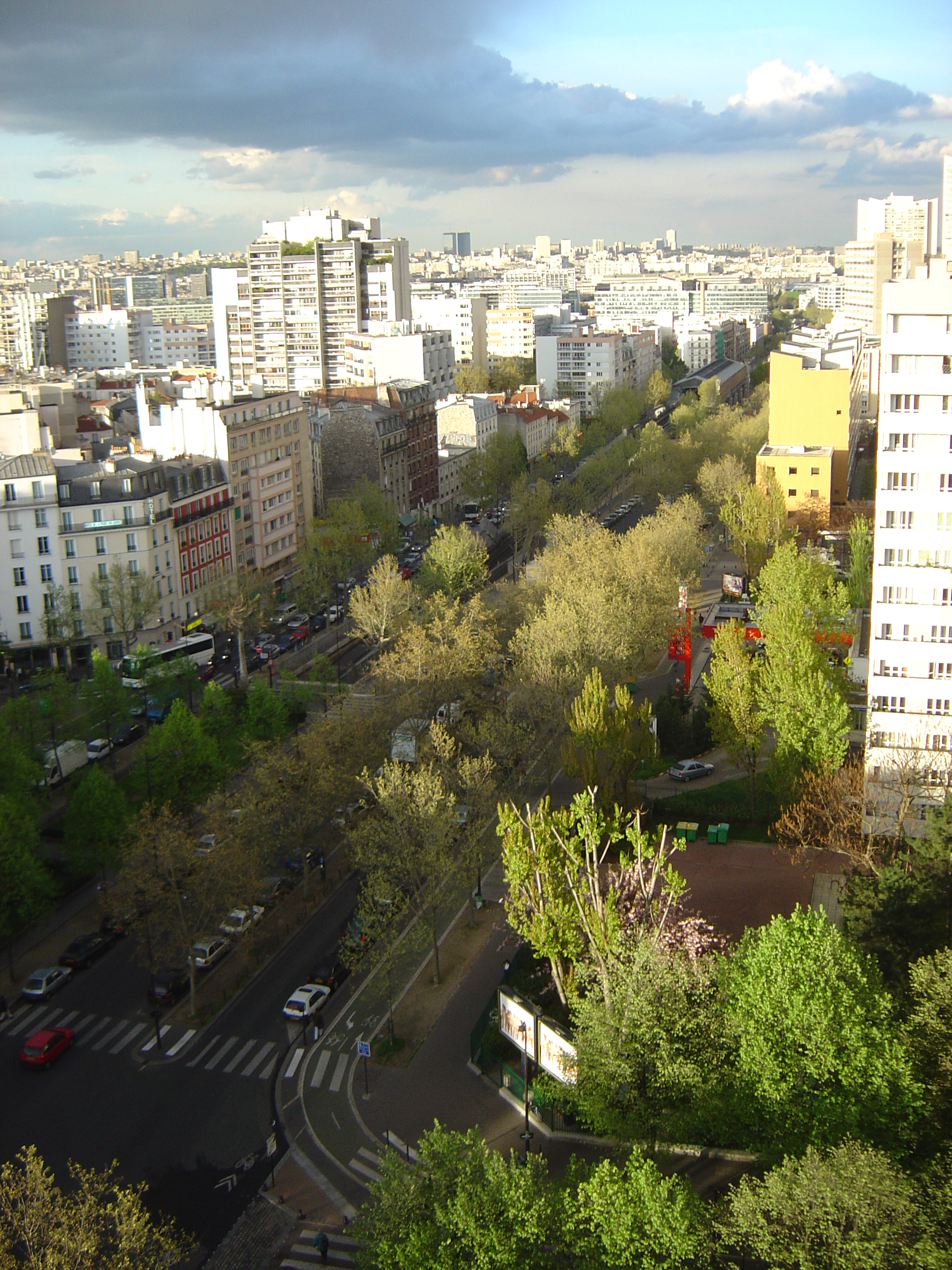
Bulwar Vincent Auriol
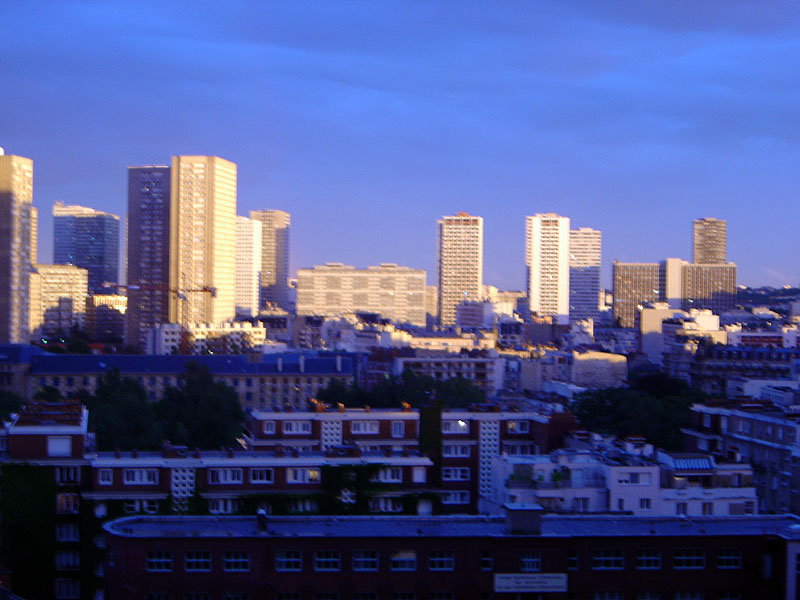
Przebudowany w latach 70. w stylu modernistycznym fragment 13 dzielnicy
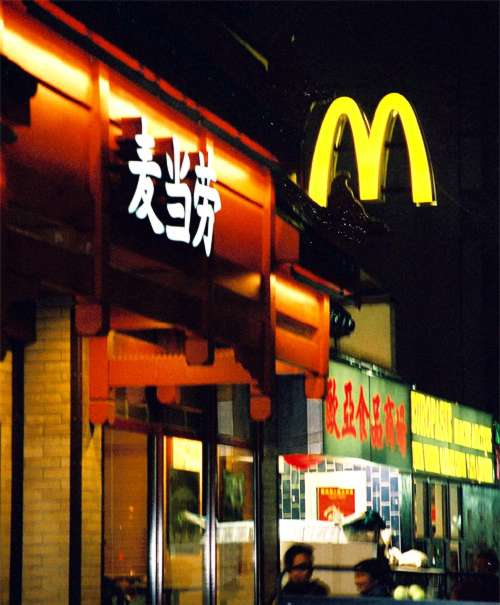
McDonald’s w Chinatown
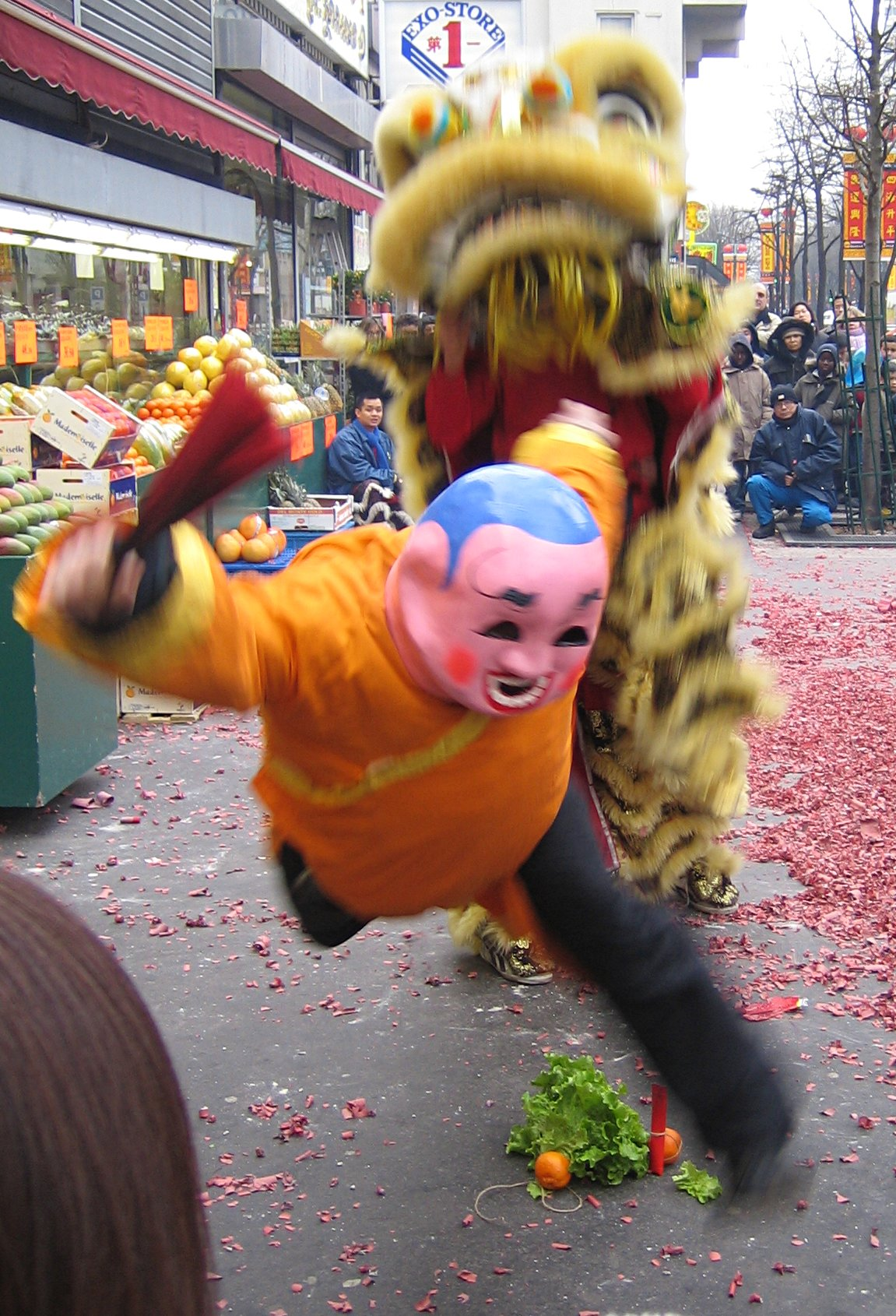
Obchody święta chińskiego Nowego Roku w Chinatown
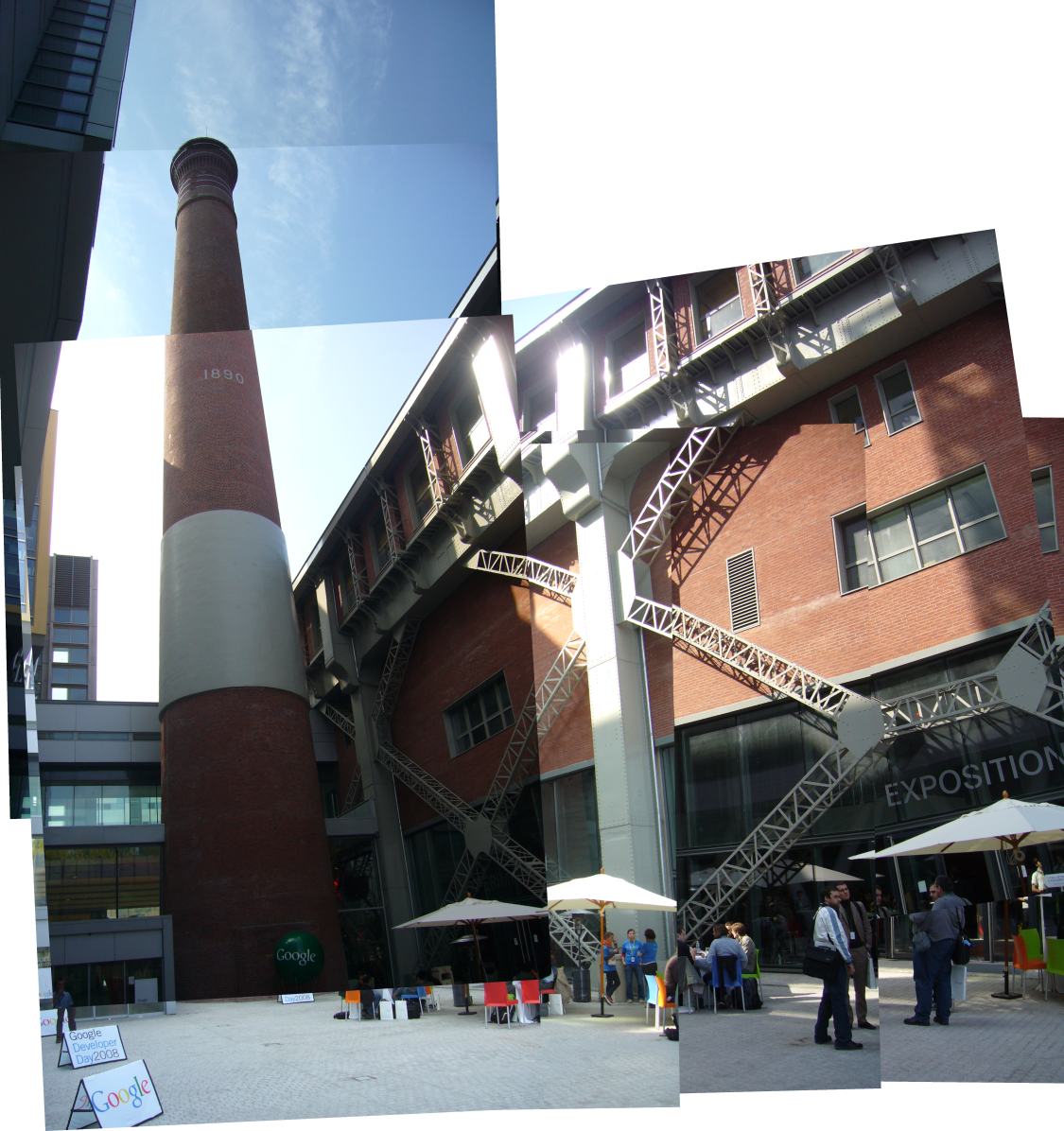
Szkoła architektoniczna

## Ważniejsze miejsca i zabytki w 13. dzielnicy
- Tour Super-Italie
- Tours Duo
- Biblioteka Narodowa Francji
- Szpital Salpêtrière
- Gare d’Austerlitz
- Université Paris Cité